# Москва-Курська (локомотивне депо)
55°46′36″ пн. ш. 37°39′04″ сх. д. / 55.77667° пн. ш. 37.65111° сх. д.
Локомотивне депо «Москва-Курська» (ТЧ-1) — колишнє підприємство залізничного транспорту Московської залізниці, що розташовувалося в місті Москва. Депо здійснювало ремонт та експлуатацією тягового рухомого складу. Закрито з 1 червня 2021 року. 

## Напрямки обслуговування
- Москва-Пасажирська-Курська — Тула I-Курська
- Москва-Пасажирська-Курська — Бєлгород
- Москва-Пасажирська-Курська — Владимир
- Москва-Пасажирська-Курська — Нижній Новгород-Московський
- Москва-Казанська — Вєковка
- Ніколаєвка — Вєковка
- Москва-Ярославська — Владимир
- Москва-Ярославська — Нижній Новгород-Московський

## Рухомий склад
- ЧС2, ЧС7, СМВ (самохідний моторний вагон), ЕП20, ЕП2к